# Marivaudage
Le marivaudage est un concept littéraire et théâtral, né au XVIIIe siècle en France, nommé d’après Marivaux, et qui se définit par des dialogues ou une narration au langage recherché avec des tournures de phrases complexes et un jeu sur les mots, caractérisé par une flatterie, une galanterie, une préciosité et une ironie légère, souvent utilisé pour décrire les relations amoureuses et les jeux de séduction.

## Historique
Le nom de Marivaux a donné lieu au verbe « marivauder » pour signifier « tenir, échanger des propos d’une galanterie délicate et recherchée ». Par extension, le mot « marivaudage » a été créé, du vivant même de Marivaux, dans le sens de « badinage spirituel et superficiel ; échange de propos galants et précieux », possiblement dans un des cafés littéraires très prisés de l’époque:5. Dès 1739, ces termes apparaissent dans la correspondance de Françoise de Graffigny ; marivauder a le sens de « disserter sans fin sur de menus problèmes » et marivaudage désigne un « style où l’on raffine sur le sentiment et l’expression ». La saveur originale du style marivaldien repose sur l’inattendu des rapprochements et des sous-entendus.

Les adversaires du style affecté et « néologique » marivaldien, dans la première moitié du XVIIIe siècle, sont des classiques, comme Desfontaines, l’abbé d’Olivet, La Porte, Voltaire, voire d’Alembert, qui écrit que :

« Le style peu naturel et affecté de ces comédies a essuyé plus de critiques encore que le fond des pièces même, et avec d’autant plus de justice, que ce singulier jargon, tout à la fois précieux et familier, recherché et monotone, est, sans exception, celui de tous ses personnages, de quelque état qu’ils puissent être, depuis le marquis jusqu’aux paysans, et depuis les maitres jusqu’aux valets. Mais l’auteur soutient encore que le public s’est mépris à ce sujet… »

Il y voit « un exemple frappant de l’illusion qu’un homme d’esprit a l’adresse ou le malheur de se faire à lui-même sur ses défauts les plus sensibles » et d’expliquer que Marivaux « croyait être naturel dans ses comédies, parce que le style qu’il prête à ses acteurs est celui qu’il avait lui-mème, sans efforts comme sans relâche, dans la conversation:225. » D’Alembert ajoute que :

« Le défaut de naturel qu’on reproche à son style est plus frappant encore dans ses romans que dans ses pièces de théâtre ; malgré le penchent irrésistible qui l’entravait vers cette manière d’écrire, il a senti qu’il devait s’y livrer avec plus de ménagement sur la scène ; où il avait des spectateurs de tous les états ; que dans ses romans, où il devait avoir des lecteurs plus choisis:231. »

Le mot désigne également un style, décrit par Palissot comme un jargon : « Ce jargon dans le temps s’appelait du marivaudage. Malgré cette affectation, M. de Marivaux avait infiniment d’esprit ; mais il s’est défiguré par un style entortillé et précieux, comme une jolie femme se défigure par des mines »  À la fin du XVIIIe siècle, La Harpe reprend cette accusation, dans son Lycée ou cours de littérature ancienne et moderne, en insistant sur le mélange des registres opposés :

« Marivaux se fit un style si particulier qu’il a eu l’honneur de lui donner son nom ; on l’appela « marivaudage ». C’est le mélange le plus bizarre de métaphysique subtile et de locutions triviales, de sentiments alambiqués et de dictons populaires : jamais on n’a mis autant d’apprêt à vouloir paraitre simple ; jamais on n’a retourné des pensées communes de tant de manières plus affectées les unes que les autres ; et ce qu’il y a de pis, ce langage hétéroclite est celai de tous les personnages sans exception. »

À la fin du XVIIIe siècle, Marivaux, était accusé de ne pas parler le français ordinaire:236, de pécher contre le gout, et quelquefois même contre la langue, parce que ses phrases semblaient mal dites, ses énonciations trop recherchées et obscures. Dès son introduction, le mot marivaudage a néanmoins un double sens : il ne désigne pas seulement un style de l’écrivain, mais aussi une forme d’analyse morale et psychologique raffinée à l’excès. La psychologie que met en œuvre Marivaux, relève d’une ambiguïté morale utilisée afin d’échapper à un choix difficile. Le marivaudage y relève de ce que Marivaux nomme, en plusieurs endroits, une « bonne foi mitigée », cette bonne foi dégagée d’« une certaine exactitude de conscience sans détour, en un mot, cette bonne foi prescrite à la rigueur par la loi ».
Selon Marivaux, la langue et l’analyse qu’il met en pratique dans ses romans, dans ses comédies et dans ses essais ne sont que la transcription du langage et des conversations des salons qu’il fréquentait:25. Dans le second XIXe siècle, le sens qu’on lui donne encore aujourd’hui : celui d’un certain type de dialogue amoureux, galant et badin. De La Harpe à Gustave Planche, des censeurs dédaigneux, ne connaissent plus de lui que les quelques pièces au répertoire de la Comédie-Française, dans des versions déformées et des interprétations lourdes et affectées du Jeu de l’amour et du hasard:25.

Si le critique romantique Sainte-Beuve constate, dans ses Causeries du lundi, que « qui dit marivaudage dit plus ou moins badinage à froid, espièglerie compassée et prolongée, pétillement redoublé et prétentieux, enfin une sorte de pédantisme sémillant et joli », mais « Sans doute le mot de marivaudage s’est fixé dans la langue à titre de défaut ». Sainte-Beuve ajoute néanmoins tout aussitôt après que :

« l’homme, considéré dans l’ensemble, vaut mieux que la définition à laquelle il a fourni occasion et sujet. Marivaux, étudié surtout par les hommes du métier, par les critiques ou les auteurs dramatiques, a autant gagné que perdu avec le temps : il est plein d’idées, de situations neuves qui ne demandent qu’à être remises à la scène avec de légers changements de costume. Il est si rare d’inventer, de découvrir quelque chose dans ce monde moral si exploré ! »

Après 1850, avec le retour de la vogue du XVIIIe siècle de Watteau et de Lancret, avec qui Marivaux a tant de points communs, le terme va néanmoins prendre un sens plus favorable, sous la plume de Pierre Duviquet, Jules Janin, Théophile Gautier, Paul Verlaine ou les frères Goncourt, et prendre un second sens plus général, qui résume ce que le XVIIIe siècle a produit de meilleur en fait d’esprit : un certain type de dialogue amoureux, dont les comédies de Marivaux offrent le modèle, il renvoie à une certaine façon de vivre l’échange, sur le mode de la galanterie et du badinage gracieux:8. De nos jours, le mot est le plus couramment employé, dans ce sens large, pour désigner une atmosphère enjouée et spirituelle, des rapports amoureux fondés sur le jeu et la séduction, tels qu’on peut les trouver dans les films d’Éric Rohmer.